# AzerGold
AzerGold — горнодобывающая компания Азербайджана.

## Общие сведения
ООО «AzerGold» основано 11 февраля 2015 года. Компания разрабатывает Човдарское золоторудное месторождение, железорудное месторождение «Дашкесан».
Является государственной компанией. Компания осуществила выпуск облигаций.

## Структура
Дочерними компаниями «AzerGold» являются ООО «Дашкесанская железная руда» и ООО «AzerBlast».
ООО «AzerBlast» производит взрывчатые вещества гражданского назначения. 51 % акций принадлежит «AzerGold», 49 % — ООО «DM Servis».
На 2023 год число сотрудников «AzerGold» составило 693 чел.
Число сотрудников дочерних компаний (ООО «Daşkəsən Dəmir Filiz» и ООО «AzerBlast») — 296 чел.

## Разработка месторождений
Добыча на Човдарском золоторудном месторождении началась в 2016 году.
В 2017 году открыты месторождения золота «Агйохуш-1» и «Агйохуш-2», в 2018 году — «Марах».
Осуществляются геологические исследования на месторождении золота «Ортакенд» в Джульфинском районе Нахичеванской Автономной Республики. По предварительным данным, на месторождении содержится 424 тыс. унций извлекаемого золота.
Осуществляется оценка запасов на медно-порфировом месторождении «Гёйдаг» Джульфинского района Нахичеванской Автономной Республики.
На октябрь 2023 года компанией вложено 453 млн 829 тыс манат инвестиций в развитие горной добычи.

## Добыча и производство
Из добытых пород производятся сплавы золота и серебра. Сплавы отправляются на аффинаж в Швейцарию. После этого золотые и серебряные слитки пробы 999,9 реализуются на международных биржах. Из добываемого компанией золота производятся 5, 10 и 20-граммовые монеты, а также золотые слитки под знаком «Made in Azerbaijan». 
В 2023 году компанией было добыто 63.7 тыс. унций золота, 114.3 тыс. унций серебра.

## Реализация
На июль 2021 года компания экспортировала 245 тысяч унций золота и 434 тысячи унций серебра на 640 млн манат.
В 2023 году на внутреннем и международном рынке было продано 68.1 тыс. унций золота и 119.8 тыс. унций серебра. Из них 62.1 тыс. унций золота и 90.8 тыс. унций серебра продано на международных рынках.
6 тыс. унций золота и 29.1 тыс. унций серебра реализовано на внутреннем рынке.
За 2017—2023 годы компанией на внутреннем и внешнем рынке продано 416 тыс. унций золота и 853 тыс. унций серебра.
Общий доход от продажи золота и серебра за 2017—2023 годы составил 1,19 млрд манат.
1 миллиард 49 миллионов 249 тысяч манат составили доходы от экспорта, 44 миллиона 544 тысячи манат – доходы от продаж на внутреннем рынке.
Реализация на экспорт происходит через Лондонскую ассоциацию рынка драгоценных металлов.
Является крупным ненефтяным экспортёром Азербайджана.

## Иная деятельность
11 февраля 2023 года на месторождении золота «Тюлаллар» был осуществлен первый взрыв горных пород.
28 декабря 2023 года на Човдарском месторождении открыт завод по чановому выщелачиванию. 
28 декабря 2023 года открыт завод по производству промышленных взрывчатых веществ ООО «AzerBlast». На заводе осуществляется производство взрывчатых веществ АСДТ (для использования в сухой среде) и H-АСДТ (для использования во влажной среде). Строительство завода было начато в январе 2023 года. В полном режиме завод начал работать с 29 июля 2024 года. Площадь территории завода составляет 15 гектар. Первоначальная мощность завода составит 14 тыс. тонн взрывчатых веществ в год.
«AzerGold» осуществляет геофизические и геологоразведочные работы на месторождениях в Дашкесанском, Гёйгельском, Балакенском, Кяльбаджарском районах, а также в Джульфинском районе Нахчыванской Автономной Республики Азербайджана.
Согласно меморандуму, подписанному 24 февраля 2023 года с Министерством горнодобывающей промышленности и геологии Узбекистана, компания начала изучение месторождений золота на территории Узбекистана.